# 稲田明
稲田 明（いなだ あきら、1946年1月25日 - ）は、日本の柔道家で指導者。帝京大学講師、同大学柔道部監督。谷亮子を指導した名伯楽としても知られる。

## 経歴
熊本県出身。東福岡柔道教室で当時7歳だった田村亮子を指導し、以後、田村を小学校、中学校、高校と指導を続けた。田村の大学進学に伴い、当時女子柔道部のなかった帝京大学の女子柔道部監督に就任。田村の卒業まで二人三脚で指導を続け以後、多くの有望な選手を育て上げた。
講道館杯や全日本などに選手を出場させ、多くの優勝者を出すなどの成果も残した。
現在は同大学女子柔道部監督の傍ら、講師としても学生への指導にあたり、活動している。